# Domino (Katnuf)
Domino is een lied van de Nederlands-Belgische zanger en rapper Katnuf en de Nederlandse hiphopartiesten Ronnie Flex, Jonna Fraser en Caza. Het werd in 2023 als single uitgebracht.

## Achtergrond
Domino is geschreven door Alessandro Nijssen, Anas Kasmi, Jonathan Jeffrey Grando, Joshua Sambo, Ronell Plasschaert, Ucahzo Hoogdorp, Xavier de Haan, Jimmy Huru en Marwan Ahmed en geproduceerd door Marone en Saffeh. Het is een nummer dat past in het genre nederhop met effecten uit de afrobeats. In het lied rappen en zingen de artiesten over hoe ze voor een meisje zijn gevallen en dat zij zijn grootste geliefde is. Het nummer werd bij radiozender NPO FunX uitgeroepen tot de DiXte track van de week.
Het is de eerste keer dat de vier artiesten met elkaar op een hitsingle samenwerken. Wel werd er onderling al met elkaar samengewerkt. Ronnie Flex en Jonna Fraser deden dit op de nummers Hoog / laag, Kan er niet omheen, Ik zag je staan, Narcos, Party, In de armen van een engel en Mijn best. Ronnie Flex en Caza hadden samen de hit Woozy.

## Hitnoteringen
De artiesten hadden succes met het lied in de hitlijsten van Nederland. Het piekte op de vijfde plaats van de Nederlandse Single Top 100 en stond elf weken in deze hitlijst. De Nederlandse Top 40 werd niet bereikt; het kwam hier tot de eerste plaats van de Tipparade.